# Консонанца
Консонанца (лат. consonantia, фр. и енгл. consonance, што значи благозвучје, склад, слога, сагласје) је сазвучје које настаје када истовремено звуче два или више тона (интервала) и код слушаоца изазивају утисак пријатности, склада и угоде за ухо и не траже разрешење.
Консонантни интервали деле се на:
1. Савршене консонанце: чиста прима, кварта, квинта и октава.
2. Несавршене консонанце: велика и мала терца и велика и мала секста.

Супротно консонанци је дисонанца, која се доживљава као непријатно, несмирено и напето звучање за људско ухо и тражи разрешење у консонанцу.